# Відносини Узбекистан — Європейський Союз
Відносини Узбекистану та Європейського Союзу — двосторонні дипломатичні відносини між Узбекистаном та Європейським Союзом.
Початок відносин Республіки Узбекистан з Європейським Союзом було покладено підписанням 15 квітня 1992 року Меморандуму про взаєморозуміння між Урядом Республіки Узбекистан та Комісією Європейських Співтовариств (КЕС). 16 листопада 1994 між сторонами були встановлені дипломатичні відносини.
Нині чинна Угода про партнерство та співробітництво (УПС) Євросоюзу та Узбекистану підписана у Флоренції у червні 1996 року на рівні глав держав.

## Торгівля
УПС зобов'язує ЄС та Узбекистан надавати один одному підтримку з найбільшим сприянням у таких сферах:
- митні збори та мита щодо імпортованих та експортованих товарів;
- пряме та непряме оподаткування щодо імпортованих товарів, а також правила торгівлі, придбання, транспортування, розповсюдження та використання товарів на внутрішньому ринку.[2]

ЄС є важливим торговельно-економічним партнером Узбекистану та займає п'яте місце у зовнішній торгівлі республіки. За підсумками 2013 року товарообіг із країнами ЄС становив 1,655 млн євро (що становить близько половини товарообігу між ЄС та з такими країнами як Грузія та Молдова), у тому числі експорт – 247 млн $, імпорт – 1,408 млрд $. Порівняно з 2012 роком зростання товарообігу склало 10,2 %.

## Інші сфери співпраці
Як подальшу реалізацію положень УПС слід зазначити підписання Узбекистаном та ЄС у 2011 році Меморандуму про взаєморозуміння з питань співробітництва в галузі енергетики, а також заснування 31 травня 2011 року дипломатичного представництва ЄС у Ташкенті, які сприяли подальшому прогресу двосторонніх відносин. 28 листопада 2012 року Узбекистан відвідав Верховний представник Європейського Союзу із закордонних справ та політики безпеки, а також віце-президент Єврокомісії Кетрін Ештон, яку було прийнято президентом Ісламом Каримовим.
Фінансові проєкти ЄС для Узбекистану в даний час надають підтримку в галузі судових правових реформ, вдосконалення соціальних послуг, зокрема щодо здоров'я матерів та дітей, розвитку сільського господарства, малого та середнього бізнесу, навколишнього середовища, вдосконалення державного управління тощо.